# Supercoupe d'Europe féminine de basket-ball
La SuperCoupe d’Europe féminine de basket-ball, officiellement appelée SuperCup Women, est une compétition européenne de basket-ball opposant le vainqueur de l’EuroLigue féminine au vainqueur de l’EuroCoupe féminine. 
La première édition a lieu en 2009 à Vidnoïe.

## Historique
La compétition "FIBA Europe SuperCup" débute en 2009 après l'insistance du propriétaire du Spartak Moscou Shabtai von Kalmanovic d'imiter la compétition équivalente en football masculin. L'édition 2012 est annulée après la disparition du club vainqueur de l'Euroligue, Ros Casares Valence, et le peu d'intérêt du finaliste pour le suppléer face à un vainqueur de l'Eurocoupe lui aussi peu motivé. L'intérêt limité de cette compétition déséquilibrée rend très incertain la tenue d'une nouvelle édition de la Supercoupe.
La compétition n'est pas disputée en 2014. En 2015, elle se déroule avec 4 équipes, opposant les finalistes de l'Eurocoupe et de l'Euroligue.

## Palmarès
| Année | Lieu                                | Vainqueur                            | Finaliste                           | Score                               | Troisième                           | Quatrième                           | Score                               |
| ----- | ----------------------------------- | ------------------------------------ | ----------------------------------- | ----------------------------------- | ----------------------------------- | ----------------------------------- | ----------------------------------- |
| 2009  | Vidnoïe                             | Spartak région de MoscouEL (1)       | Galatasaray SK İstanbulEC           | 92–59                               |                                     |                                     |                                     |
| 2010  | Maroússi                            | Spartak région de MoscouEL (2)       | Athinaïkós VýronasEC                | 70–61                               |                                     |                                     |                                     |
| 2011  | Salamanque                          | Perfumerías Avenida SalamanqueEL (1) | Elitzur RamlaEC                     | 95–72                               |                                     |                                     |                                     |
| 2012  | Non disputée                        | Non disputée                         | Non disputée                        | Non disputée                        | Non disputée                        | Non disputée                        | Non disputée                        |
| 2013  | Iekaterinbourg                      | UMMC IekaterinbourgEL (1)            | Dynamo MoscouEC                     | 72–63                               |                                     |                                     |                                     |
| 2014  | Non disputée                        | Non disputée                         | Non disputée                        | Non disputée                        | Non disputée                        | Non disputée                        | Non disputée                        |
| 2015  | Braine-l'Alleud                     | USK PragueEL (1)                     | UMMC IekaterinbourgFEL              | 93–91                               | Castors BraineFEC                   | Villeneuve-d’AscqEC                 | 71–67                               |
| 2016  | Villeneuve-d'Ascq                   | UMMC IekaterinbourgEL (2)            | Villeneuve-d’AscqFEC                | 66–63                               |                                     |                                     |                                     |
| 2017  | Koursk                              | Dynamo KourskEL (1)                  | Université du Proche-OrientEC       | 84–73                               |                                     |                                     |                                     |
| 2018  | Iekaterinbourg                      | UMMC IekaterinbourgEL (3)            | Galatasaray SK İstanbulEC           | 79–40                               |                                     |                                     |                                     |
| 2019  | Iekaterinbourg                      | UMMC IekaterinbourgEL (4)            | Nadejda OrenbourgEC                 | 87–67                               |                                     |                                     |                                     |
| 2020  | Non disputée - pandémie de Covid-19 | Non disputée - pandémie de Covid-19  | Non disputée - pandémie de Covid-19 | Non disputée - pandémie de Covid-19 | Non disputée - pandémie de Covid-19 | Non disputée - pandémie de Covid-19 | Non disputée - pandémie de Covid-19 |
| 2021  | Valence                             | Valence BCEC (1)                     | UMMC IekaterinbourgEL               | 75–68                               |                                     |                                     |                                     |
| 2022  | Bourges                             | Tango Bourges BasketEC (1)           | Sopron BasketEL                     | 65–44                               |                                     |                                     |                                     |
| 2023  | Lyon                                | Fenerbahçe IstanbulEL                | Lyon ASVEL fémininEC                | 109–52                              |                                     |                                     |                                     |
| 2024  | Istanbul                            | Fenerbahçe IstanbulEL                | Beşiktaş IstanbulFEC                | 79–63                               |                                     |                                     |                                     |

Remarques :
- EL : vainqueur de l’Euroligue ;EC : vainqueur de l’Eurocoupe ; (FEL) : finaliste de l’Euroligue ; (FEC) : finaliste de l’Eurocoupe
- Cette compétition est disputée en début de saison. Ainsi, lors de l'année 2011, le match a lieu en octobre, et correspond donc à la saison 2011-2012.

## Bilans

### Par nation
| Rang | Pays               | Nb titres | Finalistes |
| ---- | ------------------ | --------- | ---------- |
| 1    | Russie             | 7         | 3          |
| 2    | Turquie            | 2         | 4          |
| 3    | Espagne            | 2         | 0          |
| 4    | France             | 1         | 2          |
| 5    | République tchèque | 1         | 0          |
| 6    | Grèce              | 0         | 1          |
| 6    | Israël             | 0         | 1          |
| 6    | Hongrie            | 0         | 1          |

### Par club
| Rang | Club                           | Pays     | Nb titres | Finaliste | Années (victoires)     | Années (défaites) |
| ---- | ------------------------------ | -------- | --------- | --------- | ---------------------- | ----------------- |
| 1    | UMMC Iekaterinbourg            | Russie   | 4         | 2         | 2013, 2016, 2018, 2019 | 2015, 2021        |
| 2    | Spartak région de Moscou       | Russie   | 2         | 0         | 2009, 2010             |                   |
| 2    | Fenerbahçe Istanbul            | Turquie  | 2         | 0         | 2023, 2024             |                   |
| 4    | Tango Bourges Basket           | France   | 1         | 0         | 2022                   |                   |
| 4    | Valence BC                     | Espagne  | 1         | 0         | 2021                   |                   |
| 4    | Perfumerías Avenida Salamanque | Espagne  | 1         | 0         | 2011                   |                   |
| 4    | USK Prague                     | Tchéquie | 1         | 0         | 2015                   |                   |
| 4    | Dynamo Koursk                  | Russie   | 1         | 0         | 2017                   |                   |
| 9    | Galatasaray Istanbul           | Turquie  | 0         | 2         |                        | 2009, 2018        |
| 10   | Elitzur Ramla                  | Israël   | 0         | 1         |                        | 2011              |
| 10   | Athinaïkós Výronas             | Grèce    | 0         | 1         |                        | 2010              |
| 10   | Dynamo Moscou                  | Russie   | 0         | 1         |                        | 2013              |
| 10   | Villeneuve-d’Ascq              | France   | 0         | 1         |                        | 2016              |
| 10   | Université du Proche-Orient    | Turquie  | 0         | 1         |                        | 2017              |
| 10   | Nadejda Orenbourg              | Russie   | 0         | 1         |                        | 2019              |
| 10   | Sopron Basket                  | Hongrie  | 0         | 1         |                        | 2022              |
| 10   | Lyon ASVEL féminin             | France   | 0         | 1         |                        | 2023              |
| 10   | Beşiktaş Istanbul              | Turquie  | 0         | 1         |                        | 2024              |

### Par coupe
| Rang | Type de vainqueurs        | Victoires | Défaites | Années (victoires)                                               | Années (défaites)                              |
| ---- | ------------------------- | --------- | -------- | ---------------------------------------------------------------- | ---------------------------------------------- |
| 1    | Vainqueurs de l’Euroligue | 11        | 2        | 2009, 2010, 2011, 2013, 2015, 2016, 2017, 2018, 2019, 2023, 2024 | 2021, 2022                                     |
| 2    | Vainqueurs de l’Eurocoupe | 2         | 7        | 2021, 2022                                                       | 2009, 2010, 2011, 2013, 2017, 2018, 2019, 2023 |
| 3    | Finalistes de l’Eurocoupe | 0         | 2        |                                                                  | 2016, 2024                                     |
| 4    | Finalistes de l’Euroligue | 0         | 1        |                                                                  | 2015                                           |